# Humleklöver (växt)
Humleklöver (Trifolium badium) är en ärtväxtart som beskrevs av Johann Christian Daniel von Schreber. Enligt Catalogue of Life ingår Humleklöver i släktet klövrar och familjen ärtväxter, men enligt Dyntaxa är tillhörigheten istället släktet klövrar och familjen ärtväxter. Arten har ej påträffats i Sverige. Inga underarter finns listade i Catalogue of Life.
Lokalt kallas även Gullklöver humleklöver.

## Bildgalleri

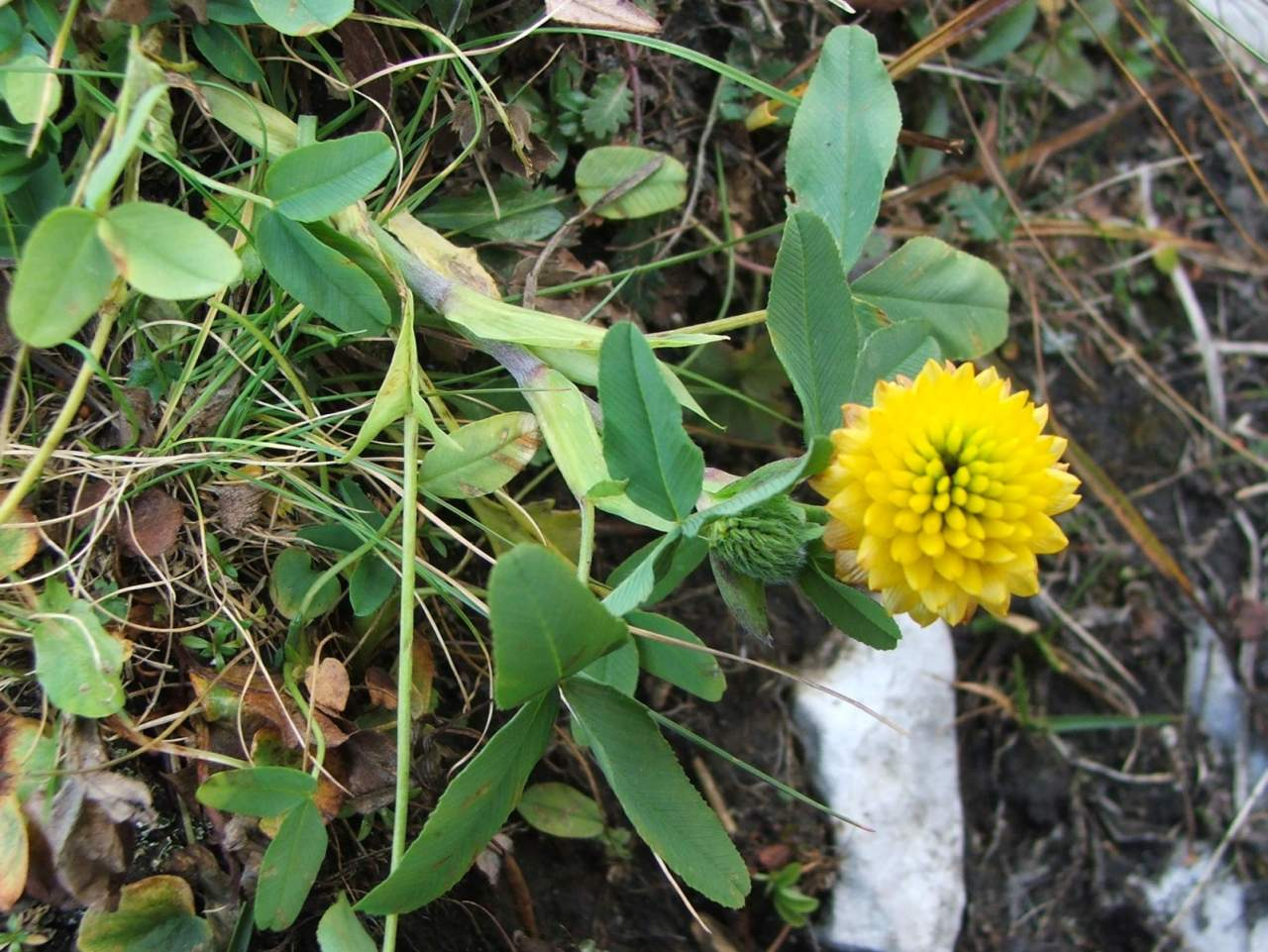
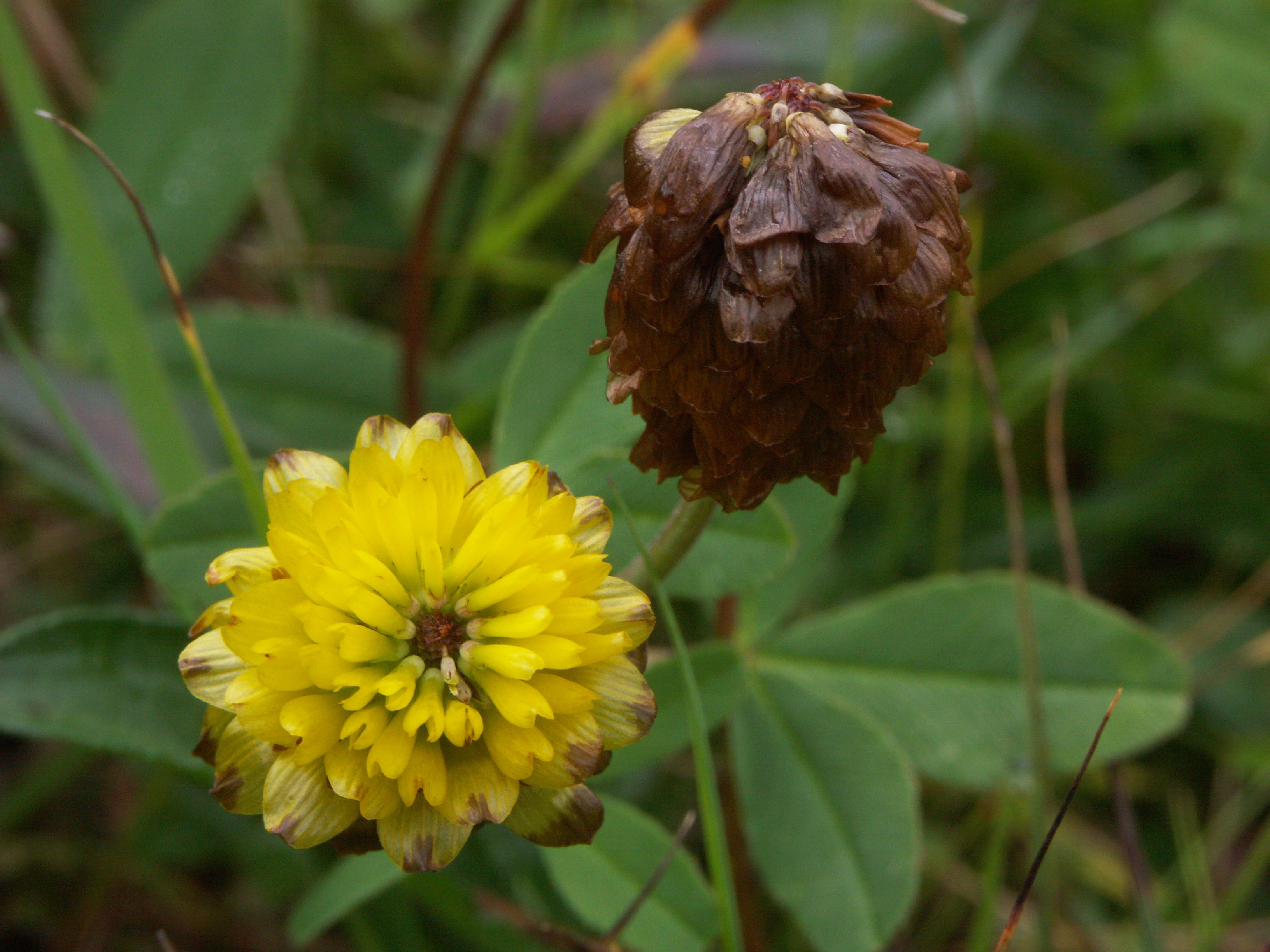
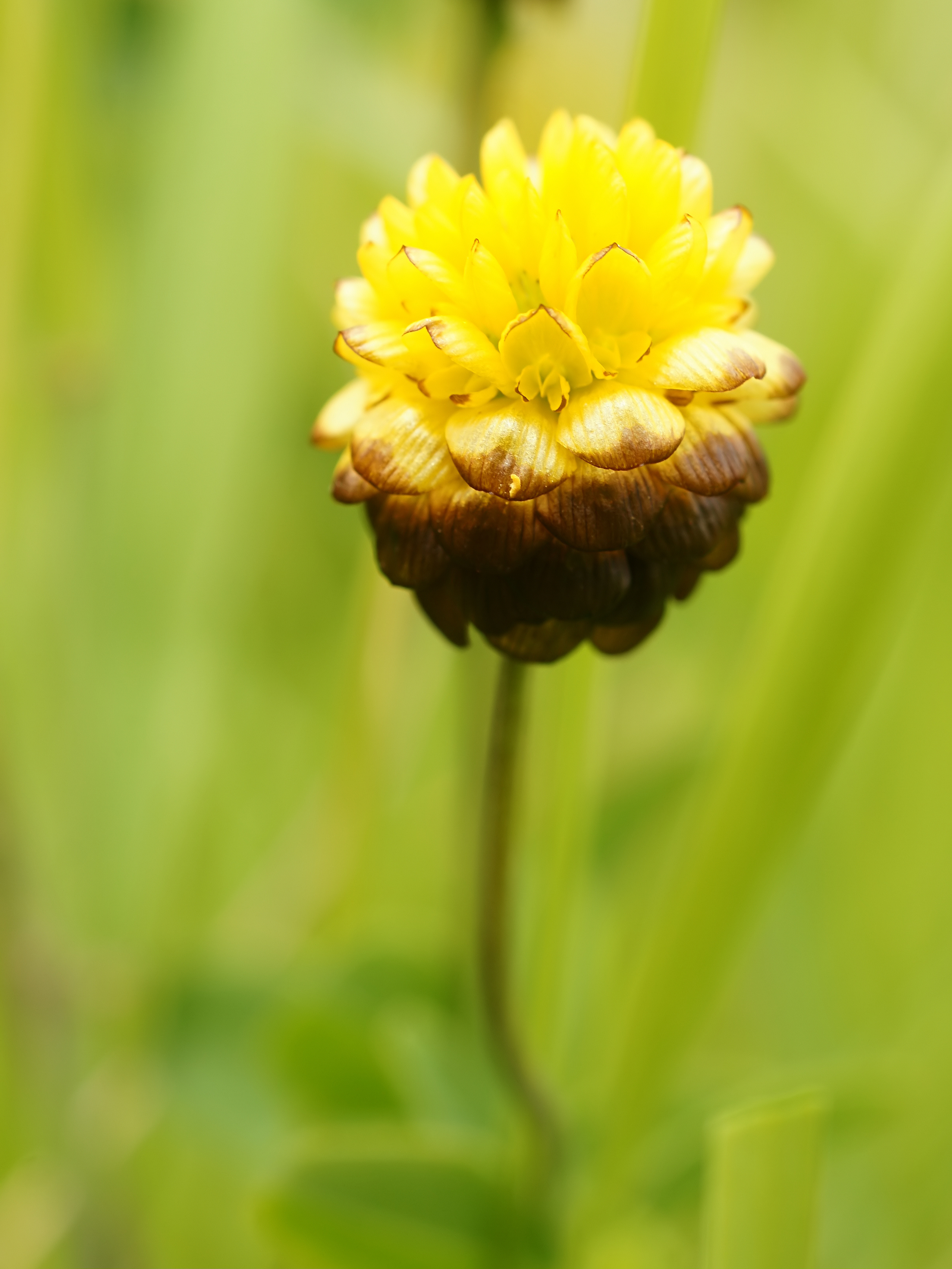
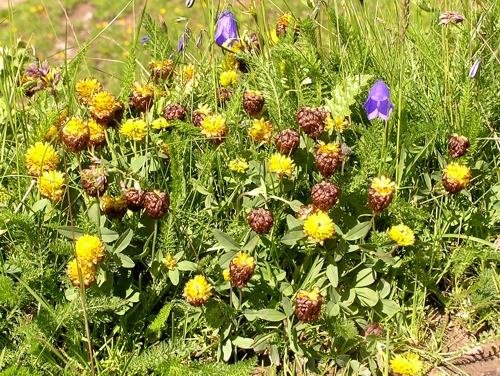
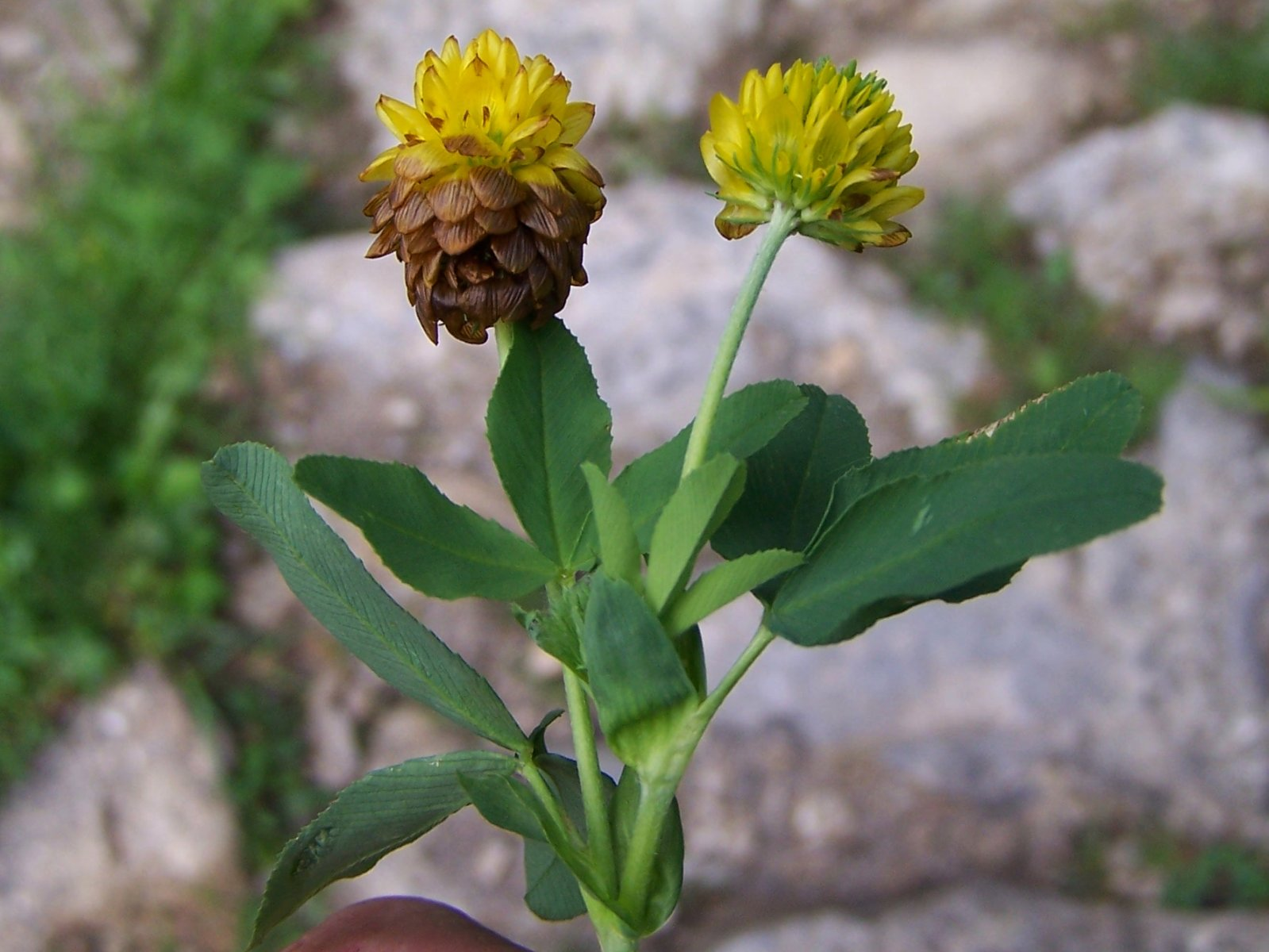
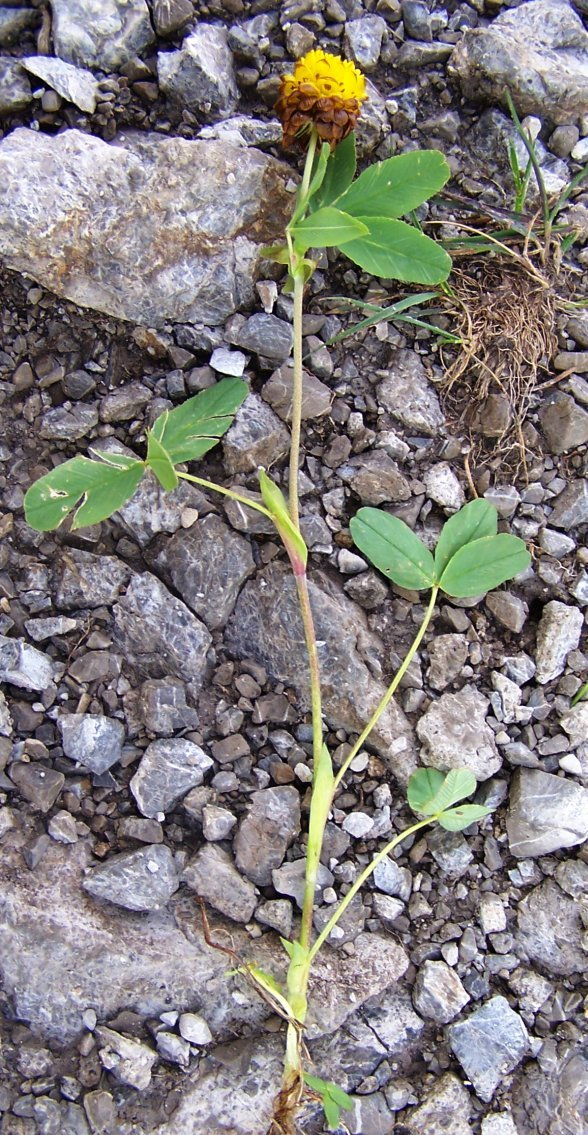